# Brasil Jazz Sinfônica
A Brasil Jazz Sinfônica é uma orquestra brasileira fundada em 1989 através de uma iniciativa da Secretaria de Estado da Cultura do Estado de São Paulo. Sua composição é formada por 70 músicos e seu repertório é composto de arranjos sinfônicos principalmente de música popular brasileira, mas também de música popular internacional. Desde 2020, a orquestra é gerida pela Fundação Padre Anchieta, fundação pública que administra a TV Cultura e as rádios Cultura FM e Cultura Brasil.

## História
Formada por 70 músicos, a Jazz Sinfônica Brasil une a orquestra dos moldes eruditos a uma Big Band de jazz. O resultado é uma sonoridade exclusiva, com direito a samba, frevo, bossa nova, MPB, samba-jazz, rock e reggae, que tem lhe conferido protagonismo na criação de uma nova estética orquestral brasileira por meio de arranjos contemporâneos e únicos, criados com exclusividade para o grupo.
Sua criação ocorreu em 3 de outubro de 1989, tendo como um de seus fundadores aquele que ainda hoje é considerado um dos principais arranjadores da música popular brasileira: Cyro Pereira (1929-2011), maestro dos Festivais da Record dos anos 1960. O regente foi o responsável por transformar as melodias populares de compositores brasileiros em arranjos sinfônicos, e contribuiu de forma decisiva para a formação de uma equipe de arranjadores de excelência.
O legado de Cyro ainda se faz presente entre os orquestradores da Jazz Sinfônica, que se dedicam, diariamente, à criação de novos arranjos. O grupo produz, em média, 100 partituras por ano. O resultado é um rico acervo, que contempla mais de 2 mil peças.
Em sua longa trajetória, a orquestra foi conduzida por grandes maestros, desde o próprio Cyro Pereira, o pianista e compositor Nelson Ayres, João Maurício Galindo e Fábio Prado. Desde 2017, a direção artística e geral está a cargo do pianista e produtor Antonio de Arruda Ribeiro.
Conhecida e prestigiada em todo o território nacional e em inúmeros países, a Jazz Sinfônica Brasil já tocou com grandes nomes do cenário musical, como Tom Jobim, Milton Nascimento, Gal Costa, João Bosco, Toquinho, Paulinho da Viola, Daniela Mercury, Diogo Nogueira, Carlinhos Brown, John Pizzarelli, Stanley Jordan, Gonzalo Rubalcaba, Dee Dee Bridgewater, Stacey Kent e Paquito D’Rivera. 
A história de sucesso da orquestra foi celebrada em 2011, quando foi tema do documentário A Nave – uma viagem com a Jazz Sinfônica de São Paulo. Ainda ligada à sétima arte, a Jazz participou de inúmeros eventos com exibições de filmes, como O Encouraçado Potemkin e Metrópolis, sempre tocando trilhas ao vivo.
Com o intuito de atingir um público ainda maior, em 2017 foi criado o programa Jazz Sinfônica Brasil, que integra a grade da TV Cultura. Em transmissões semanais, a emissora exibe apresentações da orquestra por todo o território brasileiro, sendo algumas delas ao vivo. A partir de 2020, a orquestra passou a ser gerida pela Fundação Padre Anchieta.

## Cronologia
1989 - Arrigo Barnabé, então assessor do secretário de Estado da Cultura em São Paulo, Fernando Morais, sugere a criação de uma orquestra nos moldes das antigas orquestras de rádio e TV. Nasce a Orquestra Jazz Sinfônica de São Paulo.
1990 - A Orquestra Jazz Sinfônica faz seu concerto de estreia no Memorial da América Latina, em São Paulo. Em seguida, faz o concerto de Abertura do Festival de Inverno de Campos do Jordão, tendo Tom Jobim como artista convidado. Os maestros são Luiz de Arruda Paes e Amilson Godoy. A direção artística é de Cyro Pereira. Em agosto Eduardo Gudin é nomeado diretor artístico. Em setembro Nelson Ayres ocupa o posto de regente, deixado por Amilson Godoy.
1991 - Passa a se apresentar regularmente no Memorial da América Latina. Nelson Ayres é o novo diretor artístico.
1992 - O maestro Mario Záccaro é o novo diretor artístico da orquestra. Lançamento do 1º CD, Projeto Memória Brasileira
1993 - Edmundo Villani-Côrtes torna-se regente da orquestra, ao lado de Cyro Pereira. Mario Záccaro deixa o cargo de diretor artístico, que volta a ser ocupado por Nelson Ayres.
1994 - Apresenta-se em Belo Horizonte, com Milton Nascimento. Apresenta-se no “Heineken Concerts”, no Rio de Janeiro, com Egberto Gismonti. No Memorial da América Latina, a Jazz Sinfônica apresenta-se com a Vai-Vai, tocando os Choros 10 de Heitor Villa-Lobos.
1995 - Numa parceria com o Sesc Itaquera, apresenta-se em concerto ao lado de Sivuca.
1996 - Rodolpho Stroeter assume a direcão artística. Cyro Pereira e Nelson Ayres são os regentes. Apresenta-se com Hermeto Paschoal no Festival de Inverno de Campos do Jordão. Lançamento do CD Mundo São Paulo, com a participação de Ruriá Duprat, Mônica Salmaso, Ná Ozzetti, Virginia Rosa, André Abujamra, Luiz Tatit, José Miguel Wisnik e Arnaldo Antunes. Participa do Kaiser Bock Winter Festival.
1997 - Lançamento do CD Cyro Pereira – 50 anos de música, gravado pela Orquestra Jazz Sinfônica com composições do maestro. Lançamento do CD com a obra 2 IHU; Kewere: Rezar, de Marlui Miranda, gravado ao vivo no Sesc Pompéia. Apresenta-se com Gal Costa no Festival de Inverno de Campos do Jordão.
1999 - Concerto da Jazz Sinfônica em homenagem aos 70 anos do maestro Cyro Pereira. Lançamento do CD Música Popular do Brasil.
2000 - Gravação ao vivo, no Via Funchal, em São Paulo, do CD da obra O Grande Circo Místico, de Edu Lobo e Chico Buarque. Participam Renato Braz, Jane Duboc, Bena Lobo, MPB4, Quarteto em Cy, Fat Family, Arnaldo Antunes, Mônica Salmaso, Paulo Moura, Cássia Eller, Nando Reis, Edu Lobo e Daniela Mercury. Marcelo Jaffé é o novo Diretor Artístico; Mateus Araújo assume a regência, ao lado de Cyro Pereira.
2001 - Lançamento do CD O Mestre Léo Peracchi e a Jazz Sinfônica, com a participação das cantoras Ná Ozzetti, Mônica Salmaso, Vânia Bastos, Tetê Espíndola, Jane Duboc, Celine Imbert e Myriam Peracchi, gravado ao vivo no Sesc Pompéia. Lançamento do CD João Donato Trio ao vivo com a Orquestra Jazz Sinfônica de São Paulo, gravado ao vivo no Memorial da América Latina.
2002 - Lançamento do CD Orquestra Jazz Sinfônica e Toquinho, gravado ao vivo na Sala São Paulo.
2003 - Participa do concerto especial de aniversário do programa de televisão "Altas Horas", da Rede Globo, ao lado de artistas como Daniela Mercury, Carlinhos Brown, Ed Motta e Luiz Melodia.
2004 - Inicia-se uma nova fase com programação anual e venda de ingressos por meio de assinaturas. Os concertos passam a ser realizados no Teatro Sérgio Cardoso. Entre os convidados estão César Camargo Mariano, Luiz Melodia, Eduardo Gudin e Zimbo Trio. Apresentação do espetáculo "História das Malocas", baseado no programa de rádio de Adoniran Barbosa (1950 a 1960). Neste espetáculo, a Orquestra reproduz o LP homônimo (1962), interpretado pela cantora Esterzinha de Souza, então esposa do maestro Cyro Pereira, no Teatro Sérgio Cardoso.
2005 - João Maurício Galindo assume a direção artística e a regência titular da Jazz Sinfônica. Fábio Prado torna-se seu regente adjunto. A orquestra faz sua 1ª parceria com a Mostra Internacional de Cinema de São Paulo, executando a trilha do filme O Encouraçado Potenkin, de Sergei Eisenstein, ao vivo, no Memorial da América Latina, acompanhando o filme. Entre os convidados da temporada destacam-se Daniela Mercury, Guinga e Maria Rita.
2006 - A Orquestra transfere sua temporada de concertos por assinatura para o Memorial da América Latina. Destacam-se os concertos ao lado de Jane Monheit, Paulinho da Viola e John Piazzarelli.
2007 - O grupo continua sua temporada de assinaturas no Memorial da América Latina, desta vez acompanhada por Moraes Moreira, Gonzalo Rubalcaba, Rosa Passos e Carlos Lyra, entre outros.
2008 - A série de concertos por assinatura é transferida para o Auditório Ibirapuera. Dentre os convidados do ano destacam-se João Bosco, Guinga, Danilo e Dory Caimmy, e Diane Schurr.
2009 - A orquestra participa do festival em homenagem ao cantor e compositor Luiz Gonzaga, nos 20 anos de sua morte, com o "Concerto Nordestino". Os shows aconteceram nos dias 19 de junho, no Vale do Anhangabaú, São Paulo, para cerca de 10 mil pessoas. Em setembro, apresenta-se em Buenos Aires, a convite da Embaixada Brasileira na Argentina. Grava DVD ao vivo no Auditório Ibirapuera com o artista franco-congolês Ray Lema. A convite do maestro Jamil Maluf, passa a se apresentar com regularidade no Theatro Municipal de São Paulo.
2010 - A orquestra celebra 20 anos de criação. Em mais uma parceria com a Mostra de Cinema de SP, acompanha a projeção do filme Metrópolis, de Fritz Lang, tocando ao vivo a trilha sonora do filme, no Parque do Ibirapuera, para um público de 10 mil pessoas. A equipe da Jazz Sinfônica participa da criação do espetáculo Bixiga – Um Musical na Contramão, levado no Teatro Sergio Cardoso de agosto a outubro. Entre os convidados do ano destacam-se Paquito de Rivera e Richard Galliano. A orquestra começa a produzir concertos temáticos, como "Musica de Cinema: Fellini, Rodgers and Hart", combinando música e projeção de trechos de filme encanta o público do Auditório.
2011 - Lançamento do longa metragem "A Nave – uma viagem com a Jazz Sinfônica de SP", dirigido por Luiz Otávio de Santi. Inaugura a Série JazzJazz, dedicada exclusivamente ao Jazz norte-americano, em concertos no Sesc Pinheiros. Entre os convidados do ano destacam-se Hamilton de Hollanda e Wallace Roney. Apresenta-se no Sesc Pinheiros em mais um concerto de música de cinema, sob a regência de Alexandre Desplat, autor da trilha sonora de filmes como Harry Potter, O Discurso do Rei, e O Escritor Fantasma (The Ghost Writer). Produz o concerto temático "O Grande Circo Místico", com participação de artistas de circo. No dia 9 de junho, aos 81 anos, morre o maestro Cyro Pereira.
2012 - A Orquestra passa a ser administrada pela Organização Social Instituto Pensarte. Inicia duas novas séries: "Fronteiras" e "Concertos Didáticos", ambas na Sala São Paulo.
2013 - Graças ao aporte financeiro da Secretaria de Estado da Cultura, a Orquestra Jazz Sinfônica aumenta seu número de ensaios e concertos, em especial no interior do Estado. A Orquestra amplia seu leque de atrações internacionais: o camaronês Richard Bona, o colombiano Edmar Castañeda, a norte-americana Anat Cohen. Os concertos temáticos continuam lotando o Auditório. Em 2013 foi a vez de "100 anos de Vinicius de Moraes".
2014 - A Orquestra Jazz Sinfônica bate recorde de público na Sala São Paulo: cerca de 1.600 pessoas assistem a mais um concerto de música de cinema, dessa vez com trilhas sonoras de John Williams. Dentre os concertos temáticos, destaque para "100 anos de Dorival Caymmi".
2015 - O grupo completa 25 anos de atividades ininterruptas e prepara uma série de atividades comemorativas, incluindo um concurso de composição e a gravação de mais um CD. Apresenta o espetáculo "O Grande Circo Mistico". Apresenta-se pela primeira vez no Theatro Municipal do Rio de Janeiro. Chega aos 25 anos com um acervo demais de 1.600 partituras especialmente criadas para sua formação.
2016 - A Orquestra Jazz Sinfônica apresenta o espetáculo "O Fino do Choro 2".
2017 - A Orquestra Jazz Sinfônica passa a ser administrada pela Fundação Padre Anchieta, adotando o nome-fantasia Jazz Sinfônica-Brasil. Participa do ciclo de concertos de reabertura do Memorial da América Latina, após a reconstrução decorrente do incêndio que o destruiu em dezembro de 2013.